# Ducat de Baixa Lorena
La Baixa Lotaríngia fou un ducat format a partir de la part nord del ducat de Lotaríngia. Amb el temps va adaptar el nom a ducat de Baixa Lorena però va desaparèixer abans de la consolidació d'aquest nom.

## Repartiment del ducat de Lotaríngia
Aquest ducat fou creat el 959, al mateix temps que el ducat d'Alta Lorena, per divisió del ducat de Lotaríngia feta pel duc Bruno de Colònia que en va encarregar el govern a Jofre o Jofré o Godofreu o Godofred de Jülichgau. La Baixa Lotaríngia tal com fou instaurada en aquesta època no passava al sud dels territoris de la diòcesi de Trèveris. L'antiga Frísia encara en formava part i, per tant, anava de l'Escalda o Escaut a l'Ems i de la mar del Nord fins a l'extremitat meridional de la província eclesiàstica de Colònia
La Baixa Lotaríngia abraçava des del punt de vista eclesiàstic:
- Una part de la província eclesiàstica de Reims, en concret la diòcesi de Cambrai
- La major part de la diòcesi de Colònia: el bisbat de Lieja sencer, el bisbat d'Utrecht sencer i la porció de la diòcesi de Colònia situada a la riba dreta del Rin;
- Finalment incloïa segurament els cinc petits pagi frisons de la desembocadura de l'Ems que Carlemany havia confiat a l'apostolat del frisó Liudger (Ludger) el 787, i que van quedar inclosos a la diòcesi de Münster quan Ludger en va esdevenir el primer bisbe.[3] Sembla segur que Otó I del Sacre Imperi Romano-Germànic no va nomenar successor de Brunó ni al jove duc de Baixa Lotaríngia.[4]

Sobre la frontera occidental, Otó I va crear les marques de Gant, d'Ename i de Valenciennes. Wichmann i després Thierry II de Frísia Occidental en el castell de Gant, Jofre o Godofreu de Verdun, al castell d'Ename, i Arnul, al castell de Valenciennes, vigilaven la frontera; havien d'impedir sobretot que els senyors oposats del jou alemany s'entenguessin amb els fills de Renyer III d'Hainaut, refugiats a França, i amb els reis carolingis que podien ser induïts a reprendre l'ofensiva sobre la Lotaríngia.

## Otó II
Otó II del Sacre Imperi Romanogermànic no tenia ni la mateixa energia, ni la mateixa habilitat que el seu pare, va veure renéixer els perills que abans semblaven conjurats. Lotari I de França i el seu germà Carles van sostenir el 976 l'empresa de Renyer IV i de Lambert de Lovaina als quals els herbertians (casa de Vermandois) donava suport. Però aviat el rei de França es va enfadar amb Carles i el va exiliar. Otó va terure profit d'aquest esdeveniment i, més astut que heroic, va dividir la coalició que amenaçava Lotaríngia; va tornar el seu favor als fills de Reneyr III i els va restituir els seus alous. Quant a Carles, li va conferir el títol ducal el (977). La sorpresa d'Aquisgrà o Aix-la-chapelle per Lotari l'any següent no va ser més que un episodi sense continuïtat; el tractat de Margut (980) va consagrar l'abandó pel rei de França de tota pretensió sobre el territori que cobejava.
El nou duc de Baixa Lotaríngia era cosí d'Otó II; la seva mare Gerberga, vídua de Giselbert i de Lluís IV de França, era filla d'Enric I d'Alemanya. El seu paper a Lotaríngia no fou gaire important; no va trigar d'altra banda a trair la confiança que s'havia depositat en ell; sota la regència de Teofano Skleraina (coneguda com a Theofano, Teofania i altres variacions), va conspirar obertament contra l'imperi associant-se a les noves temptatives de Lotari, que, el 985, es va apoderar de Verdun, i quan, el 986, Lotari va morir de sobte, seguit de prop pel seu fill Lluís V de França (987), no va pensar més que a reivindicar la corona de la qual Hug Capet havia pres possessió. Presoner d'Hug el 991, va morir foscament en captivitat.

## Jofre o Godofreu de Verdun
Otó III va nomenar com a successor en el ducat al seu propi fill Otó. Aquest va morir el 1005 o el 1012. El ducat fou llavors confiat a la família dels comtes de Verdun, que obtingué també el 1033 el ducat d'Alta Lotaríngia. El primer duc d'aquesta casa fou Godofreu de Verdun.
L'adveniment de Godofreu va ser per a la Lotaríngia el començament d'una era nova. Fill de Godofreu I el Captiu, que havia fet a la Casa de Saxònia els més notables serveis i del qual la fidelitat mai no havia estat posada en dubte, Godofred, primer duc de la casa de Verdun i de les Ardenes va ser per a Enric II del Sacre Imperi Romanogermànic un col·laborador actiu i sacrificat. Fou Godofreu el qui, el 1015, guanyà la victòria de Florennes on va morir Lambert I de Lovaina, fill de Renyer III, i, dos anys més tard, que vi desfer un altre adversari del rei, el comte Gerard, que s'havia agrupat amb els seus cunyats Thierry de Luxemburg i Adalberó, que havia usurpat les seus episcopals de Metz i de Trèveris, i el comte Frederic de Luxemburg, tots tres fills de Sigefred de Luxemburg. Gerard, que era originari d'Alsàcia del nord, posseïa a la Baixa Lotaríngia dominis importants que li venien en part de la seva unió amb Éva, filla de Sigefred, però principalment de l'heretatge de la seva àvia, Liutgarda, filla de [[Wigeric]]. Thierry de Metz s'havia apoderat, el 1011, de la persona del duc d'Alta Lotaríngia, Thierry I, fill de Frederic, i l'havia retingut molt de temps captiu a la ciutat episcopal; l'èxit obtingut per Godofred assegurant la seva pròpia autoritat, havia venjat al mateix temps la injúria feta al seu cosí en el govern veí. A la regió del Waal i del baix Mosa, Godofred no va mostrar menys activitat; va contribuir sens dubte a reprimir els excessos del comte Baldéric que, amo de l'Hamalant, del Tubalgo i de diversos comtats frisons i saxons, havia donat suport a tots els enemics del rei. La desgràcia d'aquest comte aventurer, que pel matrimoni del seu fill amb la filla de Wichmann d'Hamalant, per afortunades devolucions i per empreses audaces i criminals, tenia concentrat a les seves mans tota la regió del baix Mosa i del baix Rin, des de sota Colònia fins al veïnatge d'Utrecht, i a més una part de Frísia septentrional, va obrir la via a creacions d'entitats noves de les quals les més importants foren el comtat de Zutphen, el comtat de Clèveris i el comtat de Gueldre.
Però en la campanya de 1018 contra Thierry III de Frísia Occidental, va ser menys afortunat; l'expedició va fracassar completament. Tot i això els serveis del duc no havien estat menys importants i no deixaven de merèixer un ampli reconeixement. Enric II li va entregar la regió de Drenthe i de manera versemblant també els comtats frisons orientals que havien estat confiscats a Balderic. El paper de Godofreu, duc de Lotaríngia, sobre les dues ribes del Zuiderzee permet afirmar que la Frísia no havia deixat de pertànyer a la Baixa Lotaríngia.
Quan Godofreu va morir sense descendents el 1023, va tenir per successor el seu germà Goteló I de Baixa Lotaríngia. Aquest ja havia rebut d'Enric II el nou marquesat d'Anvers creat pel rei a costa de la Toxàndria, com a punt avançat de l'imperi enfront del comtat de Flandes.
A l'adveniment de Conrad II del Sacre Imperi Romanogermànic, que va seguir de prop el de Goteló (7 de setembre de 1024), el nou duc de Baixa Lotaríngia es va negar en principi a reconèixer l'escollit de les altres tribus alemanyes. La majoria dels bisbes de la regió i el duc Thierry d'Alta Lotaríngia no eren menys hostils. La seva opció no obstant no va poder prevaler; Goteló va fer submissió honorable al Nadal de 1025.
Enric II va considerar que li havia de treure el Drenthe del que va investir al bisbe d'Utrecht (gener 1024); Conrad va confirmar aquesta mesura el 26 de juliol del 1025, però de manera versemblant la submissió de Goteló li va valer la restitució del seu feu, que va guardar des de 1025, i va passar (1044) al seu fill. El 1046, Enric III del Sacre Imperi Romanogermànic va disposar a favor del bisbe d'Utrecht del comtat de Drenthe, del qual la mort de Goteló II de Baixa Lorena aquell mateix any li havia donat la possessió. Igualment va passar a Verdun; després de Godefred el Captiu i el seu fill Frederic, el bisbe Rambert va disposar del comitatus i n'havia investit el comte Lluís I de Chiny. Goteló, incapaç de suportar aquesta injúria, va fer massacrar a Lluís i va obligar el bisbe a reconèixer-lo ell mateix.
Després de la seva reconciliació amb l'emperador el 1025, la fidelitat de Goteló a l'emperador ja no va ser sacsejada; en premi quan el 1033 el ducat d'Alta Lotaríngia va quedar vacant, Conrad II en va disposar en el seu favor. El primer duc, Frederic, fill de Wigeric de Bidgau, havia tingut per successor el seu fill Thierry (978- 1027) i el seu net Frederic II de Lorena (1027- 1033); aquest últim no deixava més que dues filles de poca edat, Beatriu i Sofia. La situació del país era bastant crítica: Eudes de Xampanya, que havia cregut poder disputar el regne de Borgonya a Conrad, amenaçava constantment la Lotaríngia. Una mà ferma era necessària per defensar aquesta marca extrema de l'imperi. Goteló va justificar les esperances que havia posat en ell el rei. El 1037, a la batalla de Bar, va fer miques l'exèrcit d'Eudes que va morir en la batalla.
Godofreu II el Barbut, fill gran de Goteló, va prendre una part important a aquest èxit. És probablement llavors que associat al seu pare ja vell va rebre el títol ducal i va poder, junt amb ell, ocupar-se dels assumptes de l'Alta Lotaríngia.

## La revolta de Jofre o Godofreu el Barbut
La mort de Goteló I de Baixa Lotaríngia (1044) havia de provocar una crisi temible. Godofreu el Barbut tenia un germà incapaç, Goteló el Gandul; és a ell que Enric III del Sacre Imperi Romanogermànic, tement sens dubte exagerada l'autoritat d'un sol gran vassall, va confiar la Baixa Lotaríngia; Godofreu no va conservar de l'herència del seu pare més que el ducat d'Alta Lotaríngia. Descontent d'aquesta decisió, que considerava com una disminució i una injustícia, va començar una lluita que durant dotze anys va ser gairebé ininterrompuda. Aliat a tots els adversaris d'Enric III, al rei de França, al comte de Flandes Balduí V, al comte d'Holanda Thierry IV, successivament vencedor i vençut, reconciliat i rebel, cometent els pitjors excessos, incendiant el palau reial de Nimega i la ciutat de Verdun, en la qual el bisbe havia pres partit contra seva, acabarà el 1056 per fer la seva submissió definitiva, però no va recuperar llavors cap dels dos ducats paterns. Aquesta lluita va tenir per a conseqüència la disminució i la dislocació del ducat de Baixa Lotaríngia.
Goteló II, que havia estat deposat per la seva incapacitat el 1046 i qui va morir el mateix any (abans del 22 de maig), fou reemplaçat a Baixa Lotaríngia per Frederic, fill del comte Frederic de Luxemburg i net de Sigefred de Luxemburg. Havia estat comte de les Ardenes septentrionals i del Luihgau o Lieja.
Jofre/Jofré o Godofreu el Barbut, que havia conservat els seus alous hereditaris i sobretot el castell de Bouillon, havia passat els Alps, i pel matrimoni que va contreure a Itàlia amb Beatriu, filla de Frederic II d'Alta Lotaríngia i vídua de Bonifaci III de Toscana, marquès de Toscana, havia adquirit una potència nova, i va poder omplir en la història de l'Europa meridional un paper més important pot ser que aquell al qual havia hagut de renunciar als Països Baixos.
L'adveniment del jove Enric IV del Sacre Imperi Romanogermànic va segellar definitivament (1057) la reconciliació esbossada pel seu pare l'any precedent; el 1065, a la mort del duc Frederic, Jofre o Godofreu va ser investit amb el ducat de Baixa Lotaríngia per a l'obtenció de la qual havia posat adés el país a foc i a sang; però havia envellit; el 1069 va exhalar el seu últim sospir.

## Jofre o Godofreu el Geperut
A Godofreu II el Barbut el va succeir el seu fill Goofreu III el Geperut. Aquest, nascut del primer matrimoni de Godofreu II, s'havia casat amb Matilde de Canossa, filla de Beatriu i de Bonifaci de Toscana, la famosa gran comtessa Matilde, futura aliada del papa Gregori VII.
Els set anys durant els quals Godofreu el Geperut va governar Baixa Lotaríngia (1069- 1076) coincideixen amb l'anomenada guerra de les Investidures; el duc no va trencar mai la fidelitat que devia a Enric IV del Sacre Imperi Romanogermànic, i hauria il·lustrat sens dubte el seu nom de la manera més memorable si en una expedició contra Thierry V d'Holanda no hagués estat traïdorament assassinat (1076).

## Jofré de Bouillon
Mancat de fills, Godofreu o Jofre va deixar la seva herència al fill de la seva germana Ida i d'Eustaqui II de Boulogne, Jofre més conegut com a Jofré de Bouillon; però Enric IV, que es malfiava sens dubte d'un jove home d'alguna manera estranger a l'imperi, no li va confiar la direcció de la Lotaríngia de la que va investir al seu propi fill Conrad, de només dos anys. Baixa Lotaríngia quedava doncs en realitat privada d'un cap nacional; semblava que havia de ser unida directament a la corona. Alguns anys més tard tanmateix, alguns diuen el 1089, però més probablement el 1087, quan Conrad, el fill, fou nomenat rei dels Romans, Enric IV va canviar d'opinió i va crear llavors duc a Jofré de Bouillon. El 1096 aquest príncep, afectat per la febre de la croada, va marxar a Palestina, va refusar el 1099 ser coronat rei de Jerusalem i en va ser només designat i reconegut. Va morir sense tornar a veure el país natal.

## La baralla entre les cases de Limburg i de Brabant
L'emperador li va donar per a successor al comte Enric I de Limburg, net del duc Frederic de Baixa Lotaríngia. Però la devoció que el nou duc va testimoniar pel seu rei, proscrit per l'Església i traït pel seu fill Enric V del Sacre Imperi Romanogermànic, li va valer de ser deposat el dia en què Enric V va triomfar en el seu criminal propòsit.
El títol ducal de la Baixa Lotaríngia va ser llavors conferit (1106) a Jofre o Godofreu I de Lovaina. El seu competidor Enric de Limburg no va renunciar al seu títol i la Lotaríngi inferior va tenir llavors dos ducs rivals, però dels quals la potència real no passava de la frontera dels seus dominis particulars. En efecte, la lluita que Godofreu el Barbut va sostenir durant diversos anys contra Enric III del Sacre Imperi Romanogermànic, i que es va terminar al seu desavantatge, va tenir per a conseqüència la disminució i la dislocació del ducat de Baixa Lotaríngia. Si el nom no havia desaparegut, de fet al segle xii poder ducal ja no existia. Els nombrosos comtats del segle ix van deixar el lloc a un petit nombre de grans principats que foren, a més dels estats eclesiàstics, el comtat d'Hainaut, el ducat de Brabant, el comtat de Namur, el comtat de Loon, el ducat de Limburg, el comtat de Luxemburg, el comtat de Gueldre, el comtat de Clèveris i el comtat d'Holanda. Al costat d'aquests estats principals, se situen, en un desordre extrem, els comtats secundaris i les senyories grans o minúscules.
Aquest antagonisme es va perpetuar entre Godofreu i Walerà II de Limburg, el fill d'Enric de Limburg. Lotari de Supplinbourg, emperador, va atorgar el títol ducal a Walerà (1028- 1039). Va tornar llavors a la casa de Lovaina fins a l'adveniment dels borgonyons. Al final del segle xii, ningú sabia exactament a qui corresponia l'autoritat ducal. Els termes mateixos que són en ús per designar els successors de Godofreu mostren aquesta incertesa: duc de Lotaríngia, duc de Lovaina, duc de Brabant; aquest últim títol inaugurat per Enric I de Brabant prendrà definitivament el lloc de l'anterior, però no és més que un fragment del títol primitiu, i a més, a l'altra banda del riu Mosa, es continuarà assentant el ducat de Limburg.

## La fi del ducat de Baixa Lotaríngia
Quan el 23 de setembre de 1190 Enric I de Brabant va ajudar a la dieta de Schwäbisch Hall que presidia Enric VI del Sacre Imperi Romanogermànic, va intentar oposar-se al reconeixement oficial del marquesat de Namur que el rei havia creat per consolidar la unió de l'herència d'Enric el Cec amb el comtat d'Hainaut. El duc afirmava que el seu ducat s'havia d'estendre fins als límits del Cambresis. Convidat a justificar aquesta asserció anomenant els comtats dels quals era el senyor feudal, va citar Lovaina, Anivelles, Aarschot, Cuijk, Gueldre, Clèveris, Looz; però el canceller d'Hainaut, Gislebert, va respondre immediatament que mai els comtes de Lovaina, fins i tot quan foren ducs, havien tingut un dret qualsevol sobre els territoris de Namur i d'Hainaut, i els pars reunits van jutjar per dret que el ducatus no havia de comprendre més que els feus mantinguts pel duc o que altres tenien d'ell.
L'incident ensenya que ni tan sols la cort imperial ja no se sabia a què atenir-se sobre aquest punt; les pretensions d'Enric de Lovaina estaven lluny d'aplicar-se a la Baixa Lotaríngia sencera: ni Frísia, ni els països ripuaris, ni la regió de les Ardenes i els seus dominis ja no podien ser reivindicats; finalment el judici de la dieta establia que en el transcurs del temps el poder ducal ja no era l'intermediari necessari entre el del rei i el dels comtes; era un títol honorífic, un grau superior en la jerarquia principesca, però allò no implicava una preponderància perquè que la relació feudal no l'havia creat de manera expressa.
El nou marquesat de Namur, que d'altra banda no va ser més que un títol decoratiu, s'assentava des de llavors com un fragment individual i perfectament independent de l'antiga Baixa Lotaríngia. Va seguir un conflicte obert amb els comtes d'Hainaut i de Namur, conegut sota el nom de guerres de Lembeek en el qual cadascun intenta reprendre territoris a l'altre. Un tractat de pau fou finalment signat el 1194, fixant definitivament les fronteres entre el Brabant i l'Hainaut.
Els principats eclesiàstics eren igualment independents del poder del duc i del marquesat de Namur. Pel desenvolupament de la immunitat i l'adquisició del comitatus, havien agafat un lloc al costat dels comtats laics i els seus titulars sens dubte mai no havien reconegut l'autoritat ducal més que per força. Els bisbes de Lieja, Utrecht, Cambrai i Colònia massa sovint havien hagut de sostenir el rei contra els ducs mateixos per ara guardar envers ells l'actitud de vassalls sotmesos.
Al voltant de la cort arquebisbal de Colònia es va formar una cintura de senyories d'extensió mediocre, del qual els titulars es reconeixen com els fidels del prelat. El duc de Brabant mateix tenia algun feus de l'arquebisbe de Colònia; li va prestar homenatge, mentre que el fet contrari mai va tenir lloc: l'arquebisbe no es declara vassall del duc.
Un últim esdeveniment va contribuir a trossejar els comtats; fou la condemna del comte palatí Enric. La destrucció de la potència de la primera casa palatina va permetre als arquebisbes de Colònia desfer-se d'uns rivals empipadors. D'ara endavant, tota la zona ripuaria entre el Mosa i el Rin no veurà reaparèixer més una formació territorial compacta i agressiva, i els prelats, forts de la sobirania feudal sota la qual van quedar reduïts els nombrosos petits senyors, s'aixecaran fins al títol ducal.

## Llista de ducs
- 959 - 964: Godofreu, comte d'Hainaut i de Julichgau
- 964 - 977: vacant
- 977 - 992: Carles I, fill del rei Lluís IV de França i de Gerberga de Saxònia, vídua del duc Gislebert (vers 929-939)
- 992 - 1012: Otó, fill
- 1012 - 1023: Godofreu I, comte de Verdun, fill de Godofreu I el Captiu que fou comte de Verdun † el 1002.
- 1023 - 1044: Goteló I, fill de Godofreu I el Captiu, i germà de Godofreu I de Baixa Lotaríngia. El 1033 esdevingué el duc Goteló I d'Alta Lotaríngia reunint els dos ducats (Goteló I de Lotaríngia)
- 1044 - 1046: Goteló II el Gandul, fill
- 1046 - 1065: Frederic I de Luxembourg (1003 † 1065)
- 1065 - 1069: Godofreu II el Barbut († 1069), fill de Goteló I
- 1069 - 1076: Godofreu III el Geperut († 1076), fill
- 1076 - 1089: Conrad (II), fill de l'emperador Enric I
  - 1076 - 1089: Albert III de Namur regent per Conrad II
- 1089 - 1096: Godofreu IV de Bouillon († 1100), nebot de Godofreu III el Geperut, marxa a la Croada el 1096.
- 1101 - 1106: Enric II († 1118), duc de Limburg, net de Frederic de Luxemburg
- 1106 - 1125: Godofreu V el Coratjós (1060 † 1140), comte de Lovaina com Godofreu I
- 1125 - 1138: Walerà de Limburg († 1139), fill d'Enric de Limburg
- 1138 - 1140: Godofreu V el Coratjós, restaurat, comte de Lovaina i landgravi de Brabant
- 1140 - 1143: Godofreu VI († 1143), comte de Lovaina com Godofreu II, landgravi de Brabant, fill
- 1143 - 1190: Godofreu VII, landgravi de Brabant i darrer duc, fill.